# 呼家楼站
呼家楼站位于中华人民共和国北京市朝阳区呼家楼街道与团结湖街道交界东三环北路、朝阳北路交叉口，是北京地铁6号线和10号线的地铁换乘站。

## 位置
呼家楼站位于东三环北路（南北向）与朝阳北路（东西向）相交的京广桥下。10号线车站为南北向，6号线车站为东西向。

## 结构
呼家楼站为地下车站，10号线站台和站厅采用分离式岛式站台设计，以避开立交桥桥桩，左右线间距达47.2米。由于三环路没有预留地铁通过条件，10号线车站下挖很深；因此为了避免6号线施工难度过大，站厅层预留了6号线站台的位置，亦即6号线从10号线站台上部穿过。6号线车站为侧式站台设计，两侧和10号线站厅直接相连；此外也有8条换乘通道连接6号线站台和10号线站厅，每側各有2條短通道（樓梯）和2條長通道（斜道），在高峰時間用作單向分流換乘，其餘時間則雙向換乘。6号线站台东西两端上方各设置一个站厅。
| 1                           | 地面                      | 出入口                           |
| B1 6号线站厅层              | 站厅                      | 客服中心、自动售票机、进出站闸机 |
| B2 6号线站台层 10号线站厅层 | 10号线站厅                | 客服中心、自动售票机、进出站闸机 |
| B2 6号线站台层 10号线站厅层 | 侧式站台，右侧开门        |                                  |
| B2 6号线站台层 10号线站厅层 | █ 6号线往金安桥（东大桥） |                                  |
| B2 6号线站台层 10号线站厅层 | █ 6号线往潞城（金台路）   |                                  |
| B2 6号线站台层 10号线站厅层 | 侧式站台，右侧开门        |                                  |
| B2 6号线站台层 10号线站厅层 | 10号线站厅                | 客服中心、自动售票机、进出站闸机 |
| B3 10号线站台层             |                           | █ 10号线外环（团结湖）           |
| B3 10号线站台层             | 分离式站台，左侧开门      |                                  |
| B3 10号线站台层             | █ 10号线内环（金台夕照）  |                                  |

- 10号线至6号线的换乘通道（2019年9月摄）
- 10号线东北侧站厅（2024年9月摄）
- 6号线西侧站厅（2021年9月摄）
- 6号线东侧站厅（2021年9月摄）

## 出入口
目前呼家楼站有7个出口：B（东北）、C（东南）、C2、D（西南）、E（西北）、G（西南）、H（西南），其中C2口位于东三环东侧的好世界商业广场内。
|                               |                                                  |                                                            |      |                |
|                               |                                                  |                                                            |      |                |
| 编号                          | 指示                                             | 建议前往的目的地                                           | 图片 | 无障碍设施图片 |
| 连通 10号线站厅               |                                                  |                                                            |      |                |
| 出口 · B                      | 东三環北路（东侧）                               |                                                            |      | 不適用         |
| 连通 6号线东站厅、 10号线站厅 |                                                  |                                                            |      |                |
| 出口 · C · 升降机标志         | 东三環北路（东侧）、朝阳北路（南侧）、呼家楼北街 |                                                            |      |                |
| 出口 · C · 2                  | 首创·禧瑞都                                      | 中国建投、好世界商业广场、安联大厦、民生大厦、泰康金融大厦 |      | 不適用         |
| 连通 10号线站厅               |                                                  |                                                            |      |                |
| 出口 · D                      | 东三環北路（西侧）                               |                                                            |      | 不適用         |
| 连通 6号线西站厅              |                                                  |                                                            |      |                |
| 出口 · E · 升降机标志         | 朝阳北路（北侧）                                 |                                                            |      |                |
| 出口 · G                      | 朝阳北路（南侧）                                 |                                                            |      | 不適用         |
| 出口 · H                      | 朝阳北路（南侧）                                 |                                                            |      | 不適用         |
| 註： 設有                     |                                                  |                                                            |      |                |

## 事件
2012年7月19日晚上約9時，呼家樓站發生挾持事件，一名男子持刀劫持一名女安檢員。民警到達現場后，由談判專家與涉案男子进行對話。对话中民警提出以他自己交換人質，但被拒絕。70多分鐘的勸說没有起到效果，涉案男子持刀傷害人質，特警狙擊手開槍將疑犯擊斃，人質安全獲救。